# Rockwell City
Rockwell City település az Amerikai Egyesült Államok Iowa államában, Calhoun megyében, melynek megyeszékhelye is. Lakosainak száma 2240 fő (2020. április 1.).

## Népesség
A település népességének változása:

| 2010 | 1 709 |
| 2020 | 2 240 |